# Corsica Express
Il Corsica Express è stato un traghetto/piroscafo passeggeri italiano, prima nave in servizio con la compagnia di navigazione italo-francese Corsica Line dal 1967 al 1975.

## Servizio
Varata il 9 settembre 1937 per la compagnia danese Det Forenede Dampskibs-Selskab (DFDS) con il nome di Kronprins Olav, la motonave iniziò il servizio di linea tra Copenaghen e Oslo. Dal 7 settembre 1939 viene disarmata a Copenaghen a causa dello scoppio della seconda guerra mondiale. Nel 1944, durante l'occupazione della Danimarca da parte dei nazisti, la nave fu requisita dal governo tedesco e convertita in nave ospedale con il nome di Frankfurt, entrando a far parte della Kriegsmarine. Tuttavia, non venne mai impiegata poiché, dopo la resa incondizionata della Germania avvenuta nel maggio 1945, fu restituita alla Danimarca il 21 luglio dello stesso anno, riprendendo il nome originario.
Prima di rientrare in servizio con la DFDS, tra settembre e dicembre fu sottoposta a lavori di ripristino presso i cantieri "Helsingør Jernskibs" di Helsingør. All’inizio del 1946 venne messa a disposizione per il Ministero della Difesa britannico e utilizzata temporaneamente sulla rotta Hull-Cuxhaven come nave trasporto truppe.

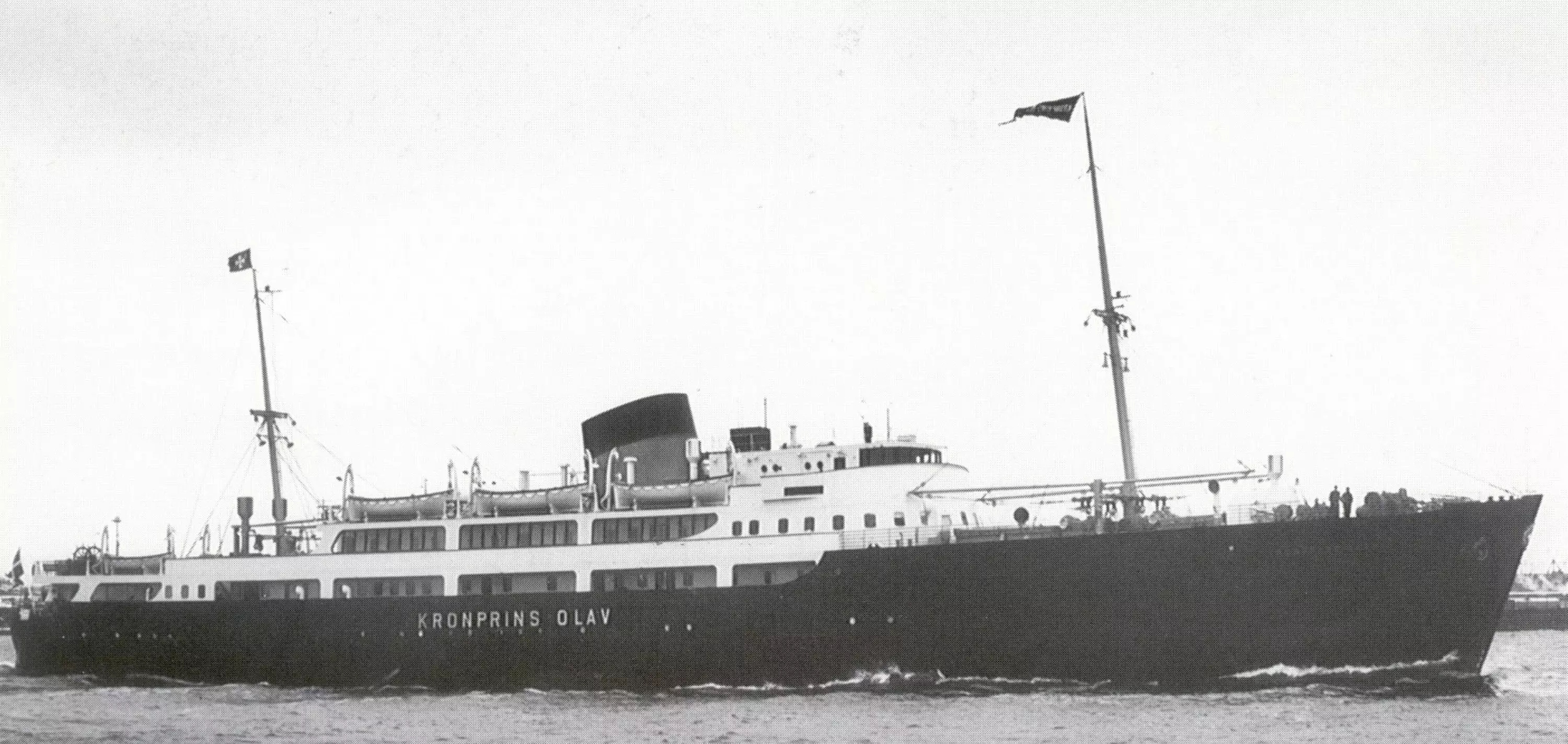
Il Kronprins Olav in servizio con DFDS.

Terminati i viaggi di rimpatrio post guerra dei militari, rientrò a Copenaghen dove, a partire da giugno 1946, e fino al 1961, operò stabilmente sulla linea Copenaghen–Oslo, con alcune deviazioni stagionali verso altri porti danesi e norvegesi. Negli anni successivi continuò il servizio passeggeri principalmente su rotte tra la Danimarca, la Norvegia e la Svezia, con occasionali viaggi in porti del Baltico e dell’Europa occidentale. Tra il 1965 e il 1966 fu impiegata stagionalmente anche sulla linea Copenaghen–Fær Øer. Alla fine del 1966 fu disarmata e posta in vendita.
Nel 1967, il giovane armatore corso Pascal Lota decise di acquistarla come prima nave della sua compagnia, la Corsica Line, e la nave venne ribattezzata Corsica Express. Trasferita a Genova, fu radicalmente ristrutturata e trasformata in traghetto: vennero aggiunte circa 200 cabine e un portellone laterale, aumentando la capacità passeggeri a 1047 e quella veicolare a 60 automobili.
Nel 1968 inaugurò la prima linea passeggeri regolare tra l’Italia continentale e la Corsica, collegando i porti di Genova e Bastia. Operò stabilmente su questa rotta fino al 1975, quando l'ormai Corsica Ferries la ritirò dal servizio attivo ponendola in disarmo, in favore dell'ingresso in flotta di una nuova unità, la Corsica Serena. 
A fine 1975 la nave fu venduta alla compagnia di navigazione napoletana Libera Navigazione Lauro, che la rinominò Express Ferry Angelina Lauro. Nello stesso anno operò brevemente per conto della Si.Re.Na, entrando in servizio sulla Napoli-Eolie-Messina in sostituzione del Lipari e, dal dicembre 1976 al giugno 1977, per conto della Siremar sui collegamenti Palermo-Ustica e Trapani-Pantelleria, in sostituzione stavolta dell'Antonello da Messina, fermo per lavori.
Nel 1978 venne noleggiata ufficialmente alla Siremar e ribattezzata Capo Falconara, per effettuare la tratta Porto Empedocle-Lampedusa e, dal maggio 1978, la Palermo-Ustica sino all'entrata in servizio dei traghetti di nuova generazione. 
Nel 1980 fu venduta alla società "C & L Espressi" di Napoli e subito noleggiata alla Hellenic Adriatic Line entrando in linea sulla Brindisi-Patrasso. Nel 1981 viene noleggiata alla Turismar, continuando il servizio sulla stessa linea. 
Nel 1982 fu acquistata dalla società Navaltour S.r.l., che la destinò ai collegamenti tra Messina e l’arcipelago delle Eolie.
Nel 1986, dopo oltre mezzo secolo di attività e numerosi cambi di proprietà e impiego, l’unità fu definitivamente radiata e avviata alla demolizione presso i cantieri navali Marnavi di Napoli.

## Incidenti
Nel 1975, con il nome Ferry Express Angelina Lauro, da poco entrato nella flotta delle Linee Lauro e impiegato sulla linea Messina-Eolie-Napoli per la Si.Re.Na., il traghetto urtò la banchina del porto di Milazzo a causa di un’avaria ai motori. Nell’incidente rimase coinvolta anche un’autovettura parcheggiata sul molo.